# Bodo (nome)
Bodo  è un nome proprio di persona tedesco maschile.

## Origine e diffusione
Si tratta di un antico nome germanico, attestato in varie forme tra cui Budo, Buddo, Buto, Bodo, Boto, Poto; è basato sulla radice germanica bud, che aveva il significato di "signore", "padrone" in sassone antico, e di "messaggero" o "notizie" in alto tedesco antico.

## Onomastico
Il nome è adespota, ossia privo di santo patrono; l'onomastico si può festeggiare il 1º novembre, in occasione di Ognissanti.

## Persone
- Bodo Bittner, bobbista tedesco
- Bodo Illgner, calciatore tedesco

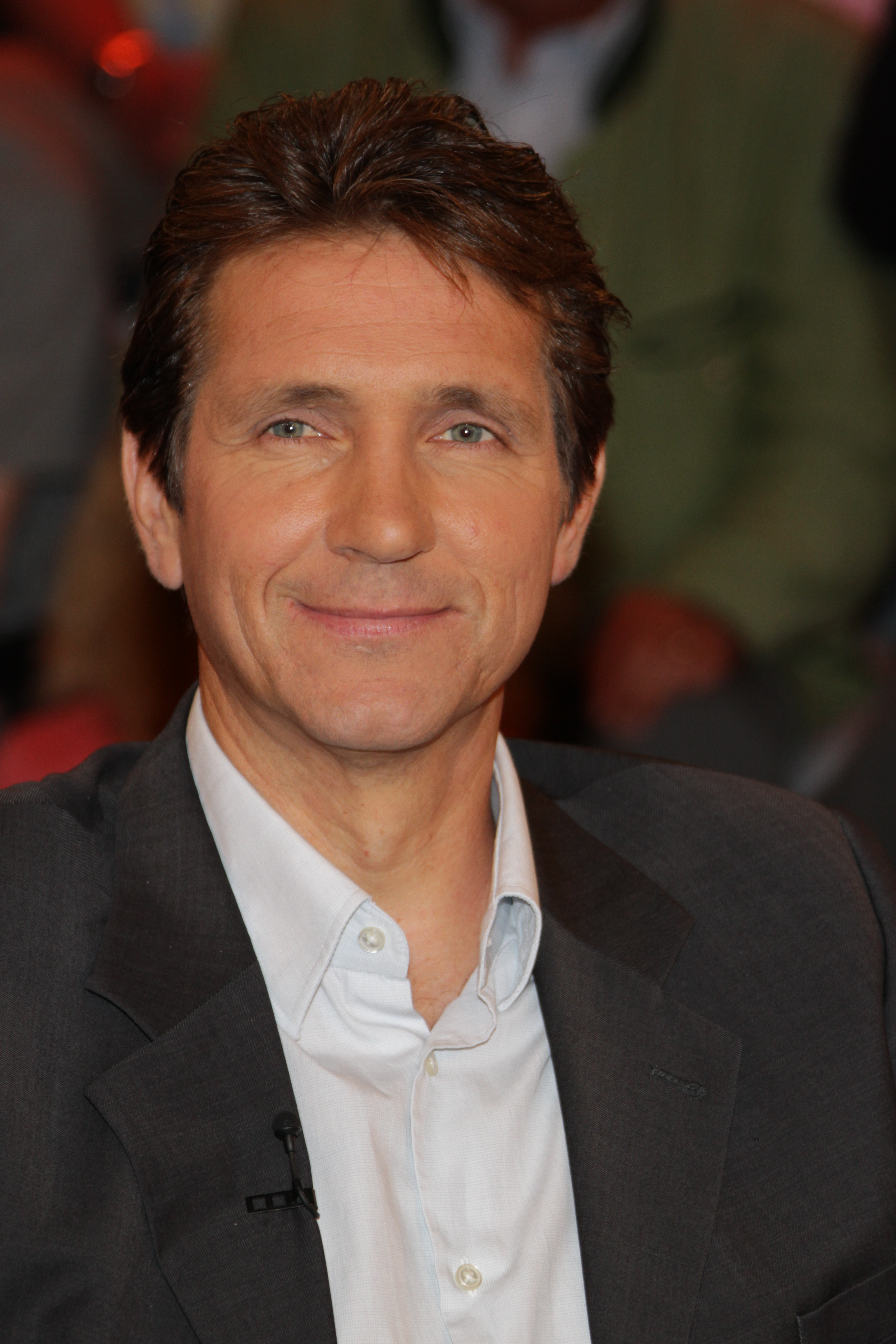
Bodo Illgner

- Bodo Rudwaleit, calciatore e allenatore di calcio tedesco
- Bodo Schmidt, calciatore e allenatore di calcio tedesco
- Bodo Tümmler, mezzofondista tedesco
- Bodo Uhse, scrittore tedesco
- Bodo von Borries, ingegnere tedesco